# James Remar
James Remar, född 31 december 1953 i Boston, är en amerikansk skådespelare. 
Remar är kanske mest känd ifrån filmen The Warriors (1979) där han spelar den kaxiga gängmedlemmen Ajax och hans återkommande roll som "Harry Morgan" i tv-serien Dexter.

## Filmografi (urval)
- 1979 – The Warriors
- 1980 – Windwalker - indiankrigaren
- 1982 – 48 timmar
- 1986 – The clan of the Cavebear
- 1987 – Jagad
- 1989 – Hjärngänget
- 1991 – Wedlock
- 1995 – Med eller utan killar
- 1996 – Fantomen
- 1997 – Mortal Kombat: Annihilation
- 1998 – Inferno
- 2001-2004 - Sex and the City (TV-serie)
- 2002 – 2 Fast 2 Furious
- 2003 – Duplex
- 2004 – The Girl Next Door
- 2004-2005 - North Shore (TV-serie)
- 2006–2013 – Dexter (TV-serie)
- 2007 – Råttatouille (röst)
- 2009 – The Unborn
- 2009 – The Vampire Diaries (TV-serie)
- 2009 – Criminal Minds (TV-serie)
- 2011 – Setup
- 2011 – Arena
- 2011 – The Warriors 2
- 2012 – Django Unchained
- 2013 – Horns
- 2025 – It – Welcome to Derry (TV-serie)